# Senko
Senko is een gemeente (commune) in de regio Kayes in Mali. De gemeente telt 8300 inwoners (2009).
De gemeente bestaat uit de volgende plaatsen:
- Bankoléna
- Bilifara
- Darsalam
- Grékola
- Kolamini
- Samoubougou
- Senko
- Sogonko